# Девиль (коммуна)
Деви́ль (фр. Deville) — город и коммуна во Франции, находится в регионе Шампань — Арденны. Департамент коммуны — Арденны. Входит в состав кантона Монтерме. Округ коммуны — Шарлевиль-Мезьер.
Код INSEE коммуны — 08139.
Коммуна расположена приблизительно в 210 км к северо-востоку от Парижа, в 110 км севернее Шалон-ан-Шампани, в 13 км к северу от Шарлевиль-Мезьера.

## История
В мае 1033 года Девиль был выбран местом встречи короля Франции Генриха I и императора Священной Римской империи Конрада II, на которой они образовали альянс против Эда II де Блуа.

## Население
Население коммуны на 2008 год составляло 1149 человек.
| 1962 | 1968 | 1975 | 1982 | 1990 | 1999 | 2008 |
| ---- | ---- | ---- | ---- | ---- | ---- | ---- |
| 1766 | 1838 | 1773 | 1493 | 1301 | 1218 | 1149 |

## Администрация
| Период | Период | Фамилия        | Партия | Должность |
| ------ | ------ | -------------- | ------ | --------- |
| 1935   | 1965   | Клеман Пьерло  | ФКП    |           |
| 1965   | 1977   | Рене Лецельтер |        |           |
| 1977   | 1983   | Робер Лакор    |        |           |
| 1983   |        | Жан-Клод Бауэр | ФКП    |           |

## Экономика
В 2007 году среди 729 человек в трудоспособном возрасте (15—64 лет) 525 были экономически активными, 204 — неактивными (показатель активности — 72,0 %, в 1999 году было 67,6 %). Из 525 активных работали 427 человек (242 мужчины и 185 женщин), безработных было 98 (46 мужчин и 52 женщины). Среди 204 неактивных 51 человек были учениками или студентами, 58 — пенсионерами, 95 были неактивными по другим причинам.

## Фотогалерея

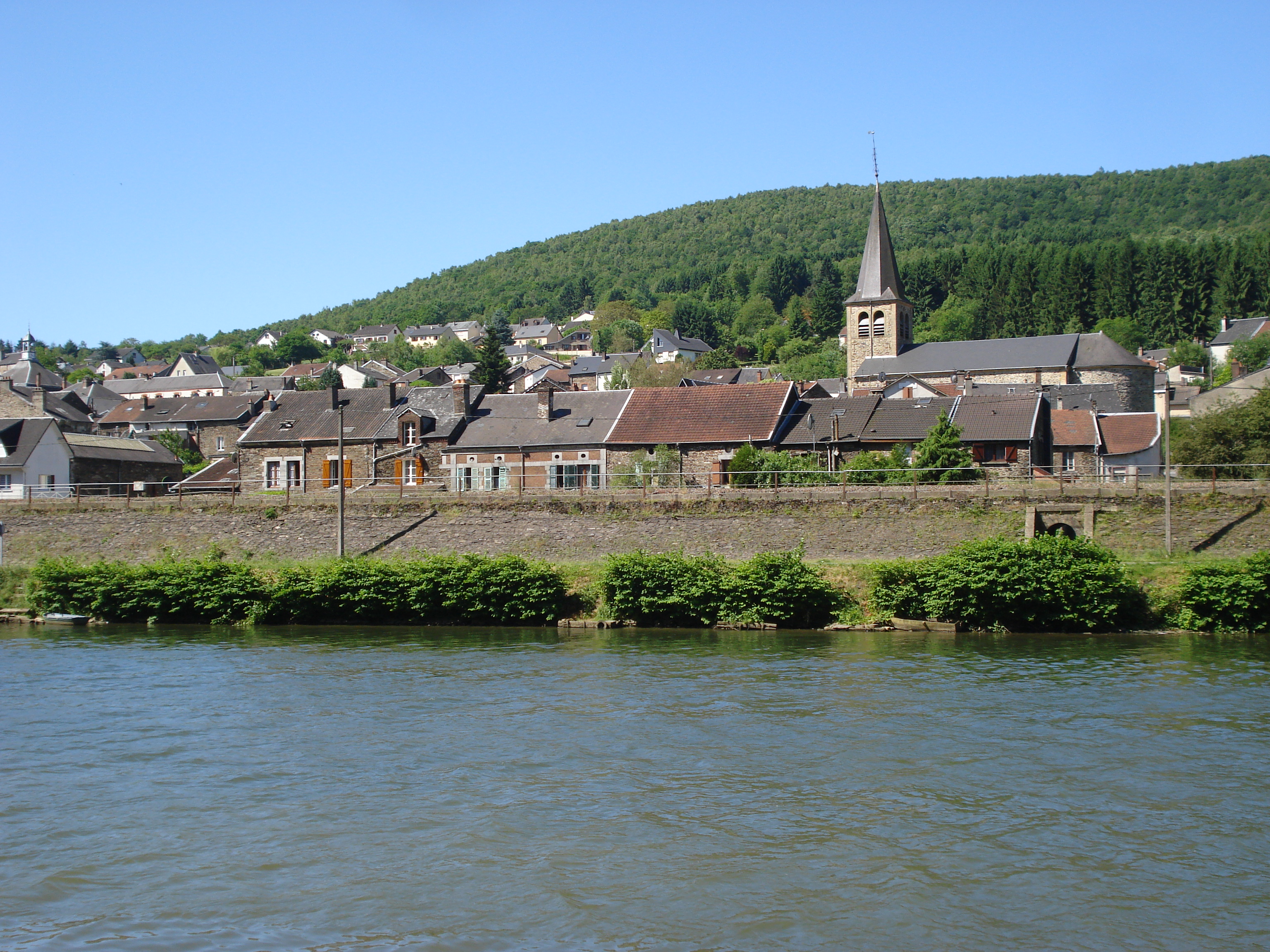
Девиль
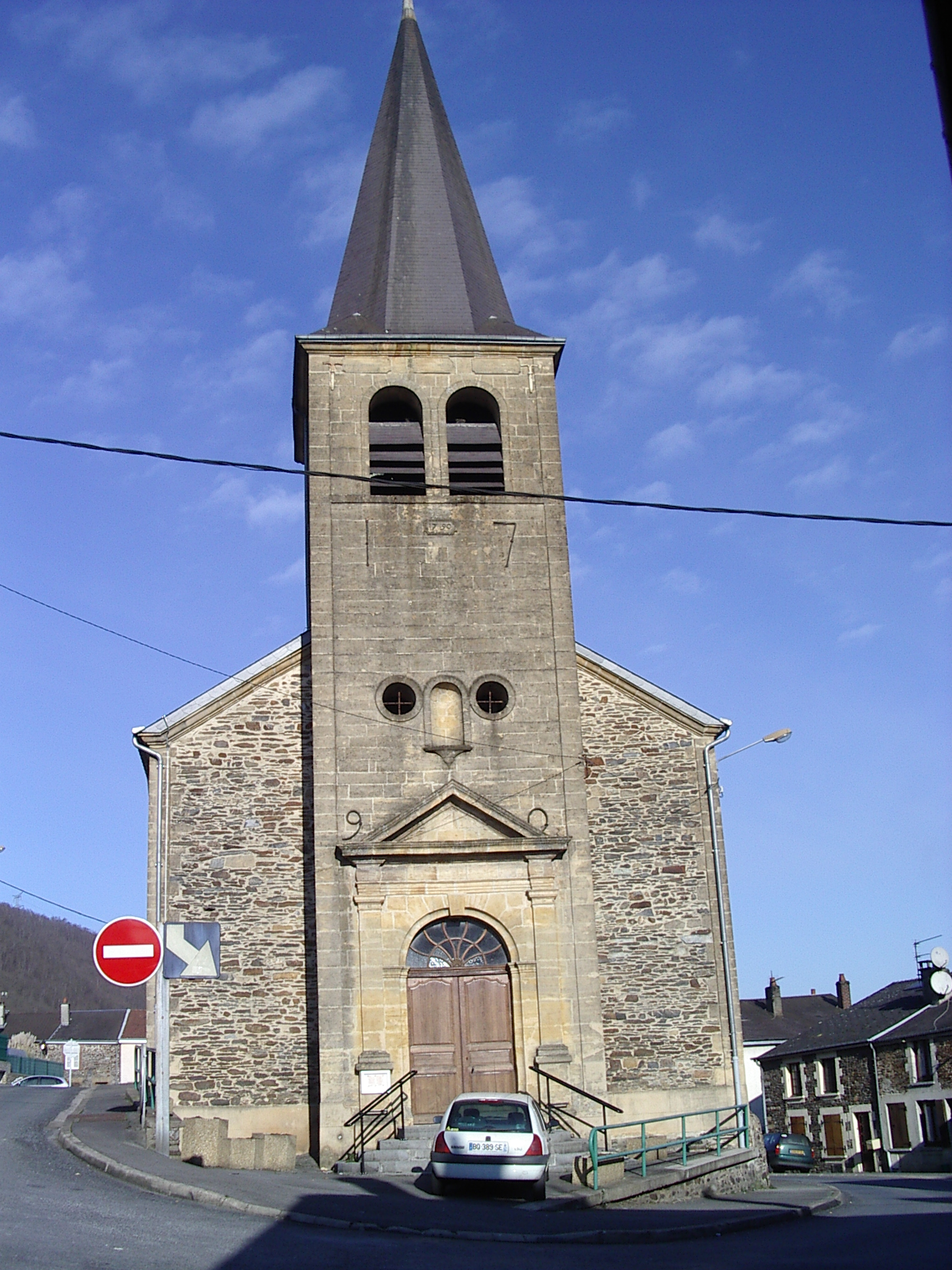
Церковь Сен-Морис
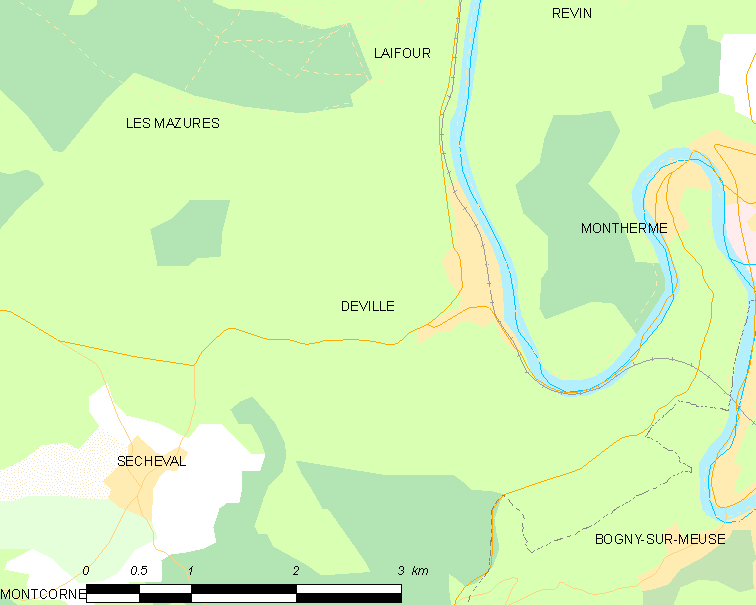
Карта коммуны